# Natalivka, Hrebinka
Natalivka (în ucraineană Наталівка) este localitatea de reședință a comunei Natalivka din raionul Hrebinka, regiunea Poltava, Ucraina.

## Demografie
Componența lingvistică a localității Natalivka
     Ucraineană (98,35%)
     Rusă (1,65%)
Conform recensământului din 2001, majoritatea populației localității Natalivka era vorbitoare de ucraineană (98,35%), existând în minoritate și vorbitori de rusă (1,65%).